# Jonathan Fievez
Jonathan Fievez (25 de abril de 1978) es un deportista australiano que compitió en remo. Ganó una medalla de plata en el Campeonato Mundial de Remo de 2003, en la prueba de dos con timonel.

## Palmarés internacional
| Campeonato Mundial | Campeonato Mundial | Campeonato Mundial | Campeonato Mundial |
| Año                | Lugar              | Medalla            | Prueba             |
| ------------------ | ------------------ | ------------------ | ------------------ |
| 2003               | Milán (Italia)     | Medalla de plata   | Dos con timonel    |